# George Loffhagen
George Loffhagen (Londres, Inglaterra, 19 de abril de 2001) es un tenista profesional británico.

## Trayectoria
Recibió un wild card para debutar en el cuadro principal en el Campeonato de Wimbledon 2023.